# Erhvervsakademi
Et erhvervsakademi er en institution, der kan tilbyde kortere videregående uddannelser (erhvervsakademiuddannelser) og mellemlange videregående uddannelser (professionsbachelorudddannelser) inden for fagområder, som:
- Byggeri (byggekoordinator og bygningskonstruktør)
- Design (designteknolog, design og business)
- IT (datamatiker, IT-teknolog, webdesigner, multimediedesigner)
- Jordbrug (jordbrugstekknolog)
- Laboratorieteknik (Laborant)
- Teknik (Produktionsteknolog, automationsteknolog, el-installatør ,VVS-installatør)
- Økonomi (Logistikøkonom, Finansøkonom, serviceøkonom m.fl.)
- samt internationale uddannelser inden for disse områder.

Erhvervsakademierne tilbyder også deres uddannelser som deltidsuddannelser (akademiuddannelser og diplomuddannelser).

## Historie
Erhvervsakademierne blev udskilt fra erhvervsskolerne ved lov i 2008. I 2010 var alle erhvervsakademier selvstændige institutioner og med lovændringen i 2013 blev bindingen til professionshøjskolerne fjernet. Erhvervsakademierne skal tilbyde uddannelser indenfor det teknisk-merkantile område (dvs. til den private sektor) hvor professionshøjskolerne skal fokusere på den offentlige sektors behov for lærere, pædagoger, sygeplejersker m.fl. Samtidigt fik erhvervsakademierne en forpligtelse til at udføre anvendt forskning, som skal komme studerende og virksomheder til gode 
Der er i dag 8 rene erhvervsakademier: Erhvervsakademi Sydvest, Erhvervsakademi Dania, Erhvervsakademi Kolding (IBA), Erhvervsakademi Midtvest, Erhvervsakademi Sjælland, Erhvervsakademiet Aarhus, Erhvervsakademiet Copenhagen Business (Cphbusiness) og Københavns Erhvervsakademi (KEA). De 8 erhvervsakademier har desuden en fælles afdeling for digital efteruddannelse og blended learning kaldet Smart Learning (juridisk sorterer Smart Learning under Erhvervsakademiet Copenhagen Business). Tre professionshøjskoler tilbyder endvidere uddannelser på erhvervsakademiernes område.